# یوسف سلیمی
یوسف سلیمی (انگلیسی: Youssef Salimi؛ زادهٔ ۲۴ اوت ۱۹۷۲) بازیکن فوتبال اهل فرانسه بود.
از باشگاه‌هایی که در آن بازی کرده‌است می‌توان به باشگاه فوتبال نیس اشاره کرد.